# Taxonus
Taxonus är ett släkte av steklar som beskrevs av Hartig 1837. Taxonus ingår i familjen bladsteklar.
Släktet innehåller bara arten Taxonus agrorum.